# سیگنه کیوی
سیگنه کیوی (استونیایی: Signe Kivi؛ زادهٔ ۲۴ فوریهٔ ۱۹۵۷) سیاستمدار و نماینده مجلس اهل استونی است.